# Kamerun-Spiel

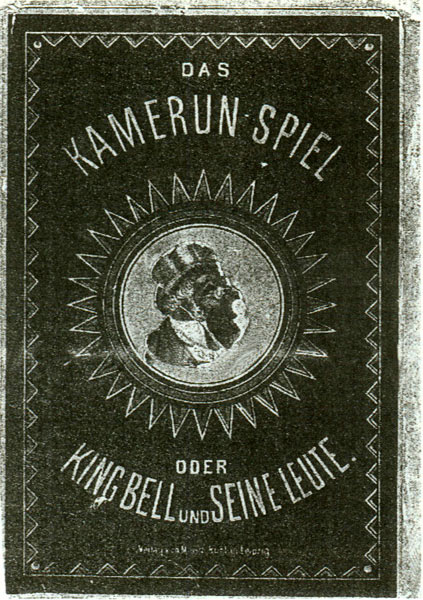
Deckblatt vom Kamerun-Spiel

Das Kamerun-Spiel (vollständiger Name Das Kamerun-Spiel oder King Bell und seine Leute) ist ein 1885 vom Moritz Ruhl Verlag aus Leipzig herausgegebenes rassistisches Kartenspiel aus der deutschen Kolonialzeit.

## Beschreibung
Das Spiel basiert auf einem eher einfachen Spielkonzept und ist als Familienspiel ausgelegt. Jeder Mitspieler erhält am Anfang eine der Porträtkarten, auf denen stilisierte Mitglieder der Duala abgebildet sind. Die restlichen Karten werden versteigert und mit den ebenfalls vorher in gleicher Anzahl verteilten „Marken“ bezahlt, damit die Spielkasse wieder einen Betrag enthält. Nun zieht jeder Mitspieler eine der Ereigniskarten, die verlesen wird. Dem jeweiligen Duala werden damit willkürlich irgendwelche Handlungen zugeordnet, für welche der Spieler Spielgeldmarken aus der Kasse erhält oder in diese einzahlen muss. Auf einer Karte steht beispielsweise: „John Prisso – wird wegen Aufwiegelung der Stammesgenossen zum Aufruhr gegen die Deutschen zum Tode verurteilt, später jedoch zur Verbannung und Zahlung von 10 Marken begnadigt“, womit die Karte entweder aus dem Spiel ausscheidet oder der Kartenbesitzer 10 Marken bezahlen muss.
Mit Karten, auf denen Texte wie „Njeka (Prissos Frau) – trägt einen Gesang in der Negersprache vor und erhält für das dadurch den anwesenden Europäern bereitete Ergötzen 2 Marken ausgezahlt“ oder „King Bell – hat schon seit langer Zeit einen umfangreichen Handel mit Palmöl, Elephantenzähnen, ausschließlich mit den deutschen Factoreien unterhalten und erhält dafür 3 Marken ausgezahlt“ standen, erhielt der Spieler zusätzliche Spielmarken.
Um das Spiel zu beenden und den Sieger zu ermitteln, wurden sämtliche Porträtkarten eingesammelt, gemischt und bis auf eine neu verteilt. Sie zeigen acht Paare und es wurden dann nach dem Prinzip von Schwarzer Peter solange Karten gezogen und abgelegt, bis nur noch ein Spieler die letzte Karte in der Hand hielt. Der war dann „von den Kamerun-Negern“ derjenige, welcher „die größte Treue und Ausdauer in seinen friedlichen Gesinnungen gegen die Deutschen bewahrt“ habe und erhielt als Sieger den restlichen Kassenbestand.

## Hintergrund
Das Spiel erschien zum Weihnachtsgeschäft 1885, nachdem im selben Jahr auf der Kongokonferenz Kamerun als deutsche Kolonie international anerkannt worden war. Das reich ausgestattete Spiel bezog sich auf die Fahrt des Kanonenboots Möwe auf nach Douala. Dort hatten die dortigen Häuptlinge King Bell und Akwa einen Schutzvertrag unterschrieben und damit ihre Hoheitsrechte abgetreten. Beworben wurde es als Familienspiel damit, dass man im Spielmaterial sechzehn „fein ausgeführten Neger-Porträts in Farbendruck auf Karton- und ebenso vielen Namens- und Ereigniskarten“ finde. Der Sieger gewann nach einem relativ einfachen Spielprinzip.
Geprägt ist das Spiel von Auszeichnungs- und Bestrafungsaktionen, die später in vielen Spielen vorkamen, so dass Hillrichs es als „schwarzes Monopoly“ bezeichnet. Die Duala als Ureinwohner von Kamerun werden entweder als folgsame Unterstützer der Deutschen oder als böswillige Aufwiegler und Diebe dargestellt. Ihre traditionellen Kulthandlungen sollen so erscheinen, dass sie entweder der Belustigung der Kolonialherren dienen oder aber heimtückische Hexerei sind.
Das Spiel lässt sich als spezielle Form kolonialistischer Mobilmachung beschreiben, bei dem deutsche Familien als Freizeitbelustigung Kolonialismus spielerisch einüben konnten und gleichzeitig die angebliche sittliche Fehldisposition der Ureinwohner als ein vom Trunk ergebenes Volk von Händlern, das zu Streit, Verrat und Aufruhr neigt, in deutsche Wohnzimmer transportiert werden. Hugo Zöller hatte zu der Zeit geschrieben, das die „Eitelkeit, Faulheit und Habgier“ der Schwarzen nur durch harten Einsatz von Zuckerbrot und Peitsche kontrolliert werden könne.
Das Kamerun-Spiel war eines der ersten von vielen noch folgenden Spielen rund um das Thema koloniale Welt. Oft handelte es sich um reine Glücksspiele wie Kameruner Skat. Die Deutsche Kolonialzeitung schrieb mehrfach über Spiele „unserer engeren dunkelfarbigen Landsleute“. Dabei handelte es sich meist um einfache Kinderreigen oder Glücksspiele mit Spielmaterialien wie Kaurimuscheln oder Bohnen.
Hillrichs zufolge wurden durch das Spiel Vorurteile manifestiert und die eigenen Macht-, Eroberungs-, Unterwerfungs- und Herrschaftsansprüche über die angeblich „barbarischen Regionen“ gerechtfertigt. Er konstatiert eine partielle Selbst-Infantilisierung der Kolonialherren, obwohl im Spiel selbst die Schwarzen infantilisiert werden. Dies passe in die eher naive europäische Erwartung, durch Ausbeutung der kolonialen Bodenschätze und sonstigen natürlichen Reichtümer die eigene Ernährung und Versorgung sichern zu können.

## Bildergalerie

### Spielkarten mit den Porträts

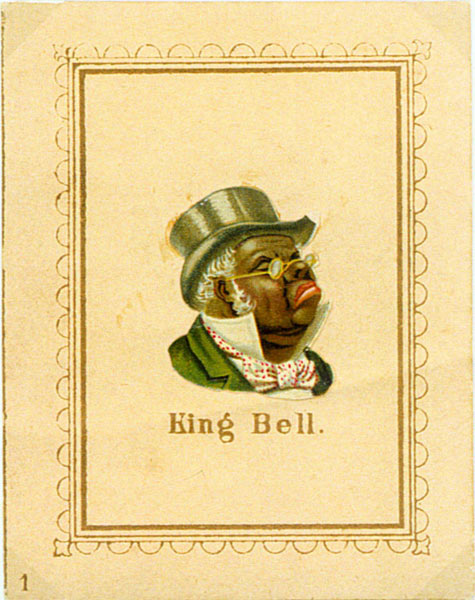
King Bell
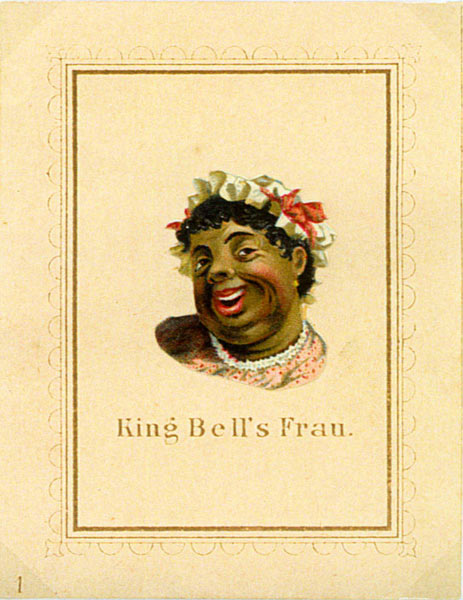
King Bells Frau
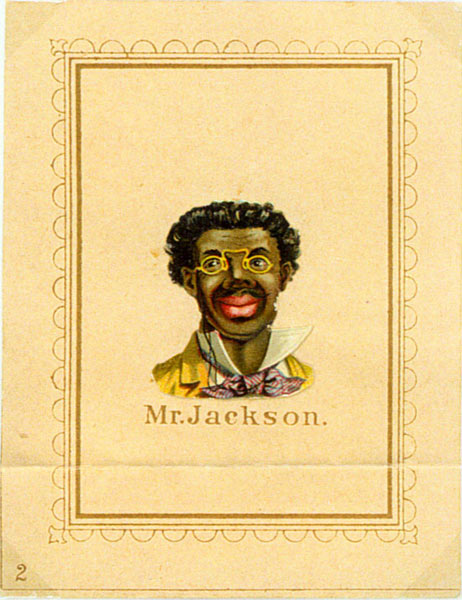
Mr. Jackson
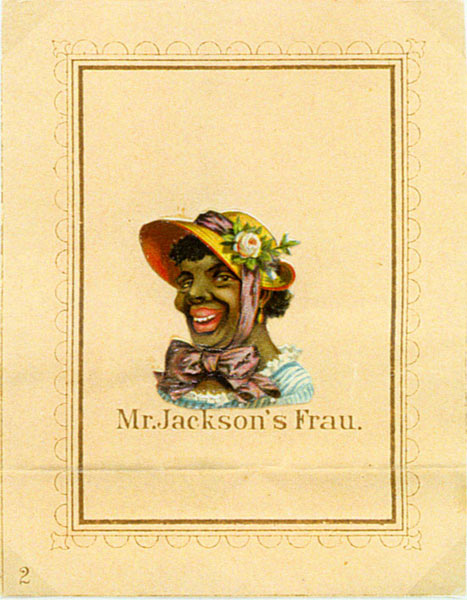
Mr. Jacksons Frau
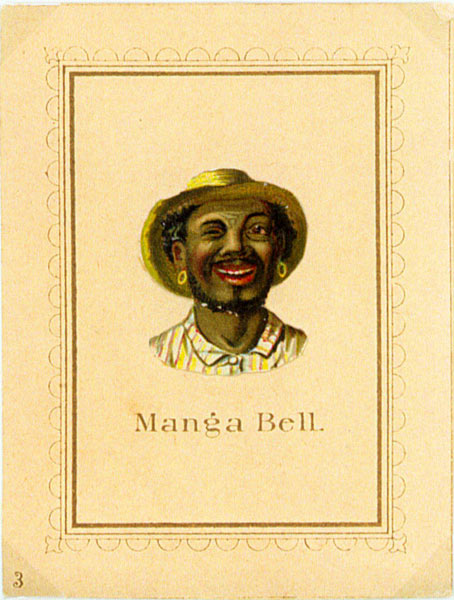
Manga Bell
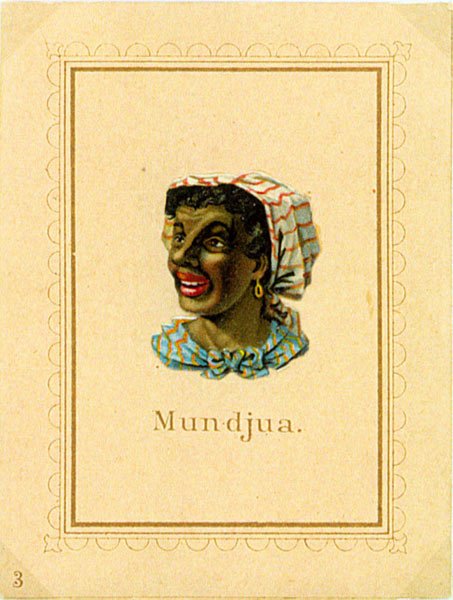
Mundjua
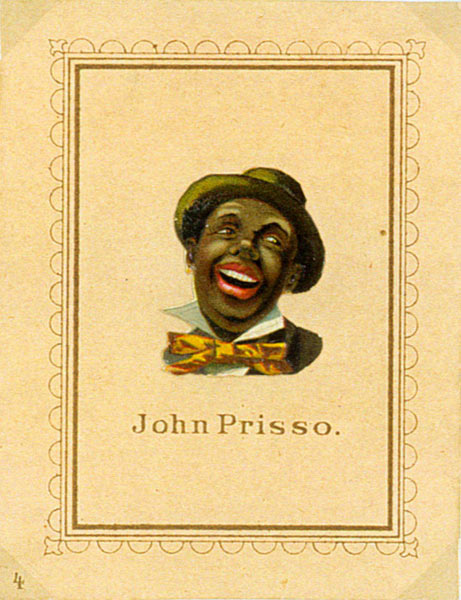
John Prisso
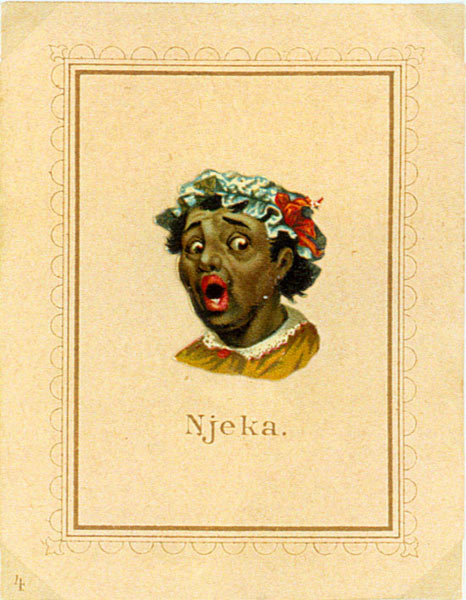
Njeka
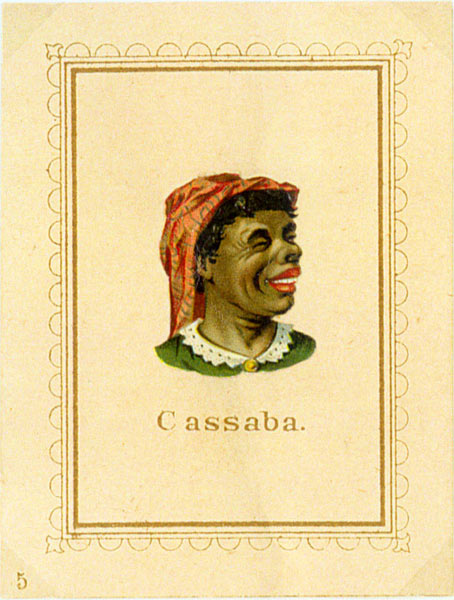
Cassaba
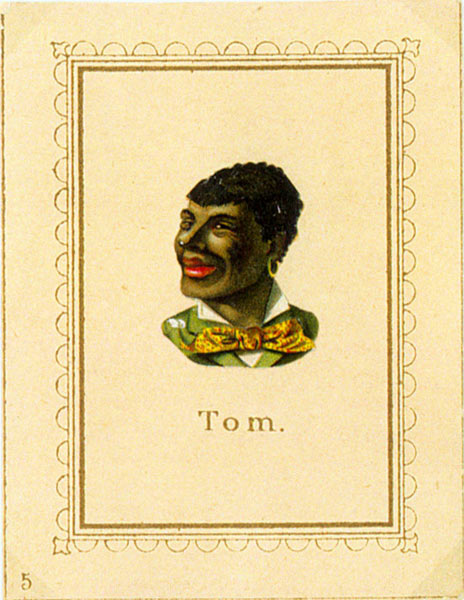
Tom
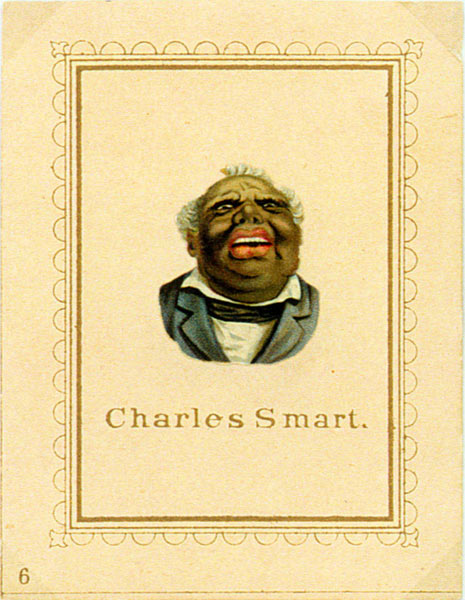
Charles Smart
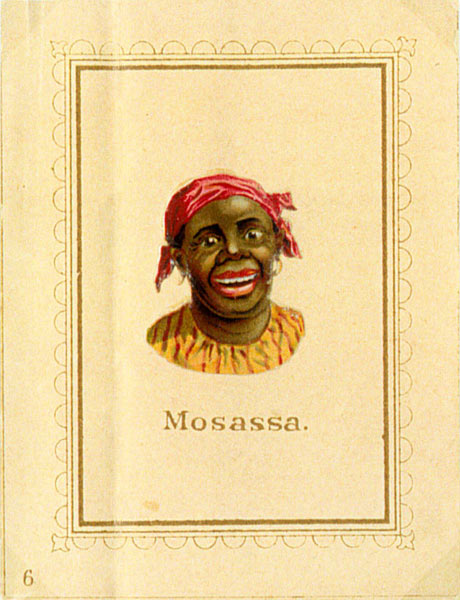
Mosassa
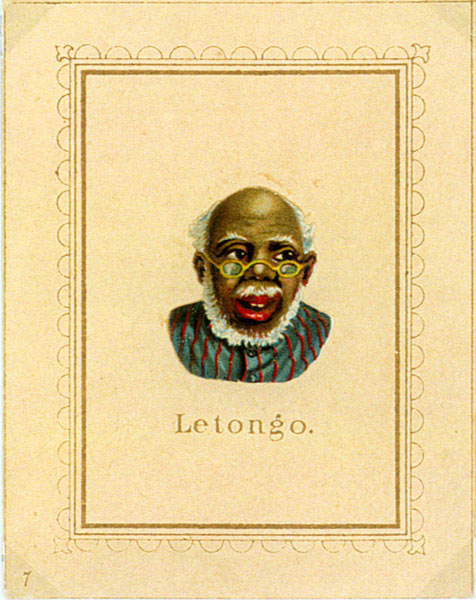
Letongo
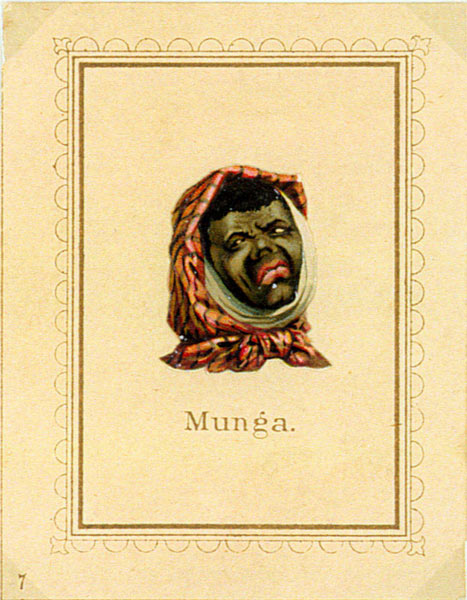
Munga
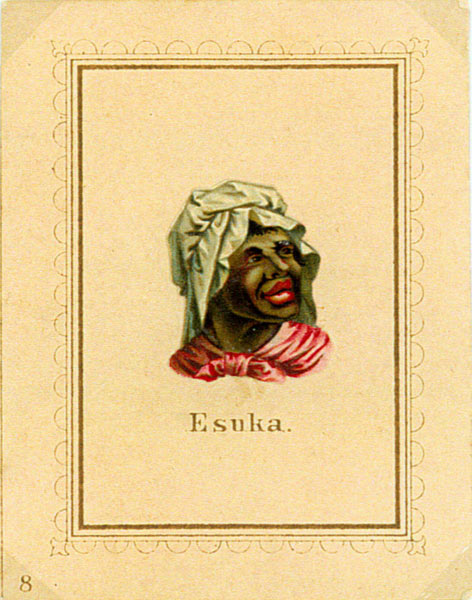
Esuka
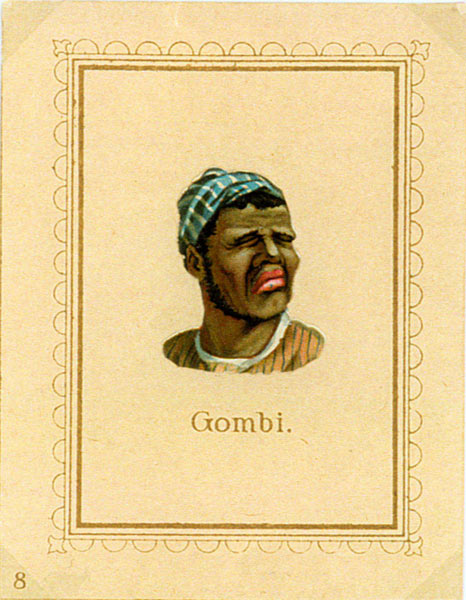
Gombi

### Ereigniskarten (Auswahl)

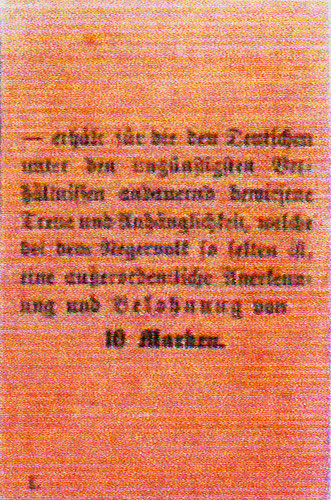
Originaltext: – erhält für die den Deutschen unter den ungünstigsten Umständen andauernd bewiesene Treue und Anhänglichkeit, welche bei dem Negervolk so selten ist, eine außerordentliche Anerkennung und Belohnung von 10 Marken.
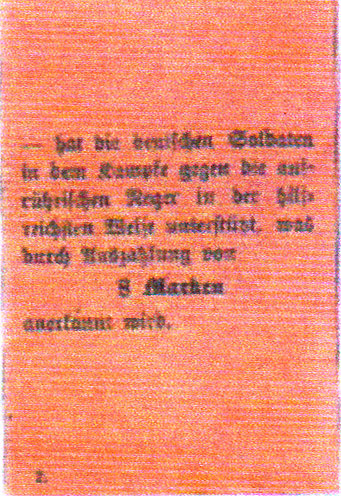
Originaltext: – hat die deutschen Soldaten in dem Kampfe gegen die aufrührerischen Neger in der aufrichtigsten Weise unterstützt, was durch Auszahlung von 8 Marken anerkannt wird.
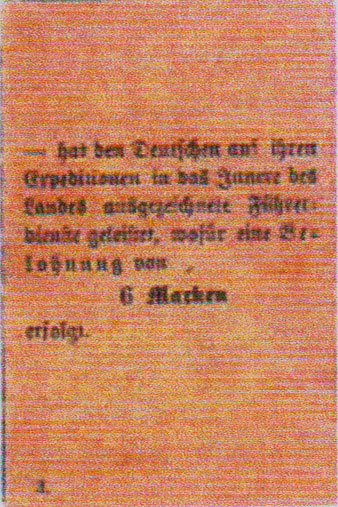
Originaltext: hat den Deutschen auf ihren Expeditionen in das Innere des Landes ausgezeichnete Führerdienste geleistet, wofür eine Belohnung mit 6 Marken erfolgt